# Leo Kiaczeli
Leo Kiaczeli, właśc. Leon Szengelaia (gruz. ლეო ქიაჩელი, ur. 19 lutego 1884 w Obudżi, zm. 19 grudnia 1963 w Tbilisi) – gruziński pisarz.
Tworzył realistyczne powieści i opowiadania, w których poruszał problemy społeczne gruzińskiej wsi. W 1948 wydał powieść o II wojnie światowej Mtis kaci (Człowiek gór; wyd. pol. 1950). Polski wybór jego opowiadań, zatytułowany Gwadi Bigwa i inne opowiadania, ukazał się w 1951.